# Chapelle des Sœurs du Bon Pasteur de Balzan
La chapelle des Sœurs du Bon Pasteur est une chapelle catholique située à Balzan, à Malte. Elle est ouverte au public,.